# Новозеландски дъждосвирец
Новозеландският дъждосвирец (Charadrius obscurus) е вид птица от семейство Дъждосвирцови (Charadriidae). Видът е застрашен от изчезване.

## Разпространение
Видът е разпространен в Нова Зеландия.